# Adenia mcdadiana
Adenia mcdadiana är en passionsblomsväxtart som beskrevs av Hearn. Adenia mcdadiana ingår i släktet Adenia och familjen passionsblomsväxter. Inga underarter finns listade i Catalogue of Life.